# Thương vụ bán vàng của Cộng hòa Xã hội chủ nghĩa Việt Nam
Thương vụ bán vàng của Cộng hòa Xã hội chủ nghĩa Việt Nam diễn ra vào năm 1979, sau khi đất nước thống nhất. Mục đích của việc bán vàng này là để giải quyết những khó khăn trong nước do chính sách sai lầm bao cấp, cũng như không để thất thoát, lãng phí những tài sản của Việt Nam Cộng hòa còn để lại trong nước cũng như ở nước ngoài.

## Bối cảnh
Những khó khăn của thời bao cấp buộc chính phủ Cộng hòa Xã hội chủ nghĩa Việt Nam phải bán hơn 40 tấn vàng để giải quyết các vấn đề khó khăn cấp bách của quốc gia như mua lương thực, nguyên liệu, trả nợ quốc tế đến hạn phải trả... Đặc biệt là miếng ăn của người dân thiếu hụt đến mức phải ăn trực tiếp cả hạt bo bo chưa xay xát, loại lúa mì, lúa mạch phẩm cấp thấp. Giải pháp khả thi nhất bấy giờ là bán vàng lấy ngoại tệ.

## Bán ở Liên Xô
Theo cuốn Lịch sử Ngân hàng thương mại cổ phần Ngoại thương Việt Nam và phóng sự điều tra của báo Tuổi Trẻ. Việt Nam đã bán 40 tấn vàng gồm nhiều nguồn: 16 tấn vàng tiếp quản của Việt Nam Cộng hòa, còn lại là các loại vàng khác nhau từ những nguồn khác. Ngoài vàng thỏi còn có các loại vàng lá Kim Thành, các loại vàng vụn (kể cả nhẫn, vòng, kiềng)
Tuy nhiên do vàng từ nhiều nguồn khác nhau nên rất không đồng bộ: vàng thỏi của Anh mỗi thỏi nặng 12,7 kg, vàng thỏi của Mỹ mỗi thỏi nặng 10 kg. Các thỏi đều có mã riêng, nhãn hiệu, xuất xứ. Việt Nam và Liên Xô đã bàn bạc với nhau và thống nhất phải tái chế vàng theo tiêu chuẩn của Liên Xô, mỗi thỏi 1 kg. Việc chuyên chở vàng được thực hiện bằng máy bay thương mại Liên Xô của Hãng hàng không Aeroflot, nhưng quá trình thực hiện được bảo mật để hành khách không được biết loại hàng đặc biệt này. Khi máy bay hạ cánh, ngân hàng phía Liên Xô có xe bọc thép đón sẵn. Họ không mở hòm, kiểm đếm số lượng vàng trong đó mà chỉ niêm phong rồi tiếp tục chuyển về kho bảo mật.
Ngày 1 tháng 12 năm 1979, ngay sau khi bán đi 4.455 kg vàng trong 101 hòm sang Liên Xô. Việt Nam đã gửi công hàm đến Liên Xô đề nghị vay 100 triệu USD để dự phòng thanh toán nợ đến hạn trong khi chưa có nguồn thu xuất khẩu. Phía Liên Xô đồng ý cho vay, nhưng phải theo thông lệ thương mại quốc tế vì họ cũng không có ngoại tệ dư thừa, phải huy động từ thị trường tự do. Theo đó, Việt Nam chỉ có thể được vay với điều kiện thế chấp bằng chính số lượng vàng chuyển sang Liên Xô. Hiệp định vay 100 triệu USD thế chấp bằng vàng đã hoàn tất vào khoảng tháng 3 năm 1980.
Năm 1988, Vietcombank đã chuyển về nước lại khoảng 2,7 tấn vàng còn gửi tại Liên Xô do tình hình bất ổn của họ.

## Thu hồi5,7 tấn vàng gửi tại ngân hàng Thụy Sĩvà bán ởTiệp Khắc
Sau năm 1975, chính quyền Mỹ đã phong tỏa hơn 97 triệu USD của Việt Nam Cộng hòa gửi ở các nước. Rất có thể Thụy Sĩ - một nước trung lập, rồi cũng có thể phải chịu áp lực từ Mỹ, gây khó khăn cho Việt Nam.
Các cuộc họp của Chính phủ, Ngân hàng Nhà nước Việt Nam và Vietcombank đã đặt vấn đề phải xử lý an toàn 5,7 tấn vàng này. Cân nhắc ban đầu là chuyển về nước, nhưng trước tình hình khó khăn nên buộc phải tìm cách bán. Khả năng bán ở Liên Xô cũng được xem xét, nhưng cuối cùng quyết định chuyển về ngân hàng Tiệp Khắc.
Vietcombank đã tiến hành đàm phán với Bank fur Internationnalen Zahlung Sausgleih - ngân hàng Thụy Sĩ đang giữ 5,7 tấn vàng của Việt Nam Cộng hòa gửi. Sau đó, họ làm việc với ngân hàng quốc gia Tiệp Khắc đề nghị tiếp nhận số vàng Việt Nam chuyển đến từ Thụy Sĩ. Sau cùng, 5,7 tấn vàng được đưa về ngân hàng quốc gia Tiệp Khắc an toàn. Số vàng này được Việt Nam nhờ Tiệp Khắc bán để lấy ngoại tệ.
Còn nửa tấn cuối cùng thì Tiệp Khắc xảy ra bất ổn, nhưng Vietcombank đã kịp thời chuyển về nước an toàn.

## Tổng kết
Năm 1979, tuy phải mang 40 tấn vàng đi bán để giải quyết khó khăn cấp bách và để mua gạo. Nhưng 10 năm sau, năm 1989, Việt Nam đã nhập vàng về, gấp 4 lần số mang bán. Đến tháng 4 năm 1990, Việt Nam đã nhập khoảng 160 tấn vàng, không chỉ đem lại nguồn thu lớn cho ngân sách, mà còn góp phần rất quan trọng hạ cơn sốt lạm phát từ 780% vào năm 1986 xuống còn 67% năm 1990.